# 4211 Rosniblett
4211 Rosniblett (1987 RT) là một tiểu hành tinh vành đai chính được phát hiện ngày 12 tháng 9 năm 1987 bởi Henri Debehogne ở Đài thiên văn Nam Âu.